# Gilles Borrie
Gilles Willem Benjamin Borrie (Bergen op Zoom, 26 september 1925 – Eindhoven, 27 december 2016) was burgemeester, onder meer van Eindhoven, historicus en bestuurder voor de Partij van de Arbeid (PvdA).

## Loopbaan
Borrie diende als oorlogsvrijwilliger bij de Prinses Irene Brigade. Hij studeerde geschiedenis. Daarna werd hij wetenschappelijk medewerker van de Wiardi Beckman Stichting, het wetenschappelijk bureau van de PvdA. Hij was burgemeester van Sleen (1960-1968), van Tiel (1968-1973), Rheden (1973-1979) en Eindhoven (1979-1987).
Tot aan zijn aanstelling in Eindhoven wist hij het burgemeesterschap te combineren met het schrijverschap. Hij schreef biografieën over drie markante grondleggers van de sociaaldemocratische gemeentepolitiek, te weten: de Amsterdamse wethouders Floor Wibaut (1859-1936) (oorspronkelijk een proefschrift waarop hij in 1968 promoveerde) en Monne de Miranda (1875-1942) en de Amsterdamse journalist en SDAP-volksvertegenwoordiger Pieter Lodewijk Tak (1848-1907). Eind 2008 verschenen Borrie's memoires onder de titel Herinneringen en ontmoetingen. Burgemeester-historicus-vrijmetselaar. In 2010 schreef hij een monografie over kapitein Willem de Roos, MWO, die net als hij bij de Prinses Irene Brigade had gediend.
- Gemeinsame Normdatei: 13898168X
- Library of Congress Control Number: n80079431
- Nationale Bibliotheek van Israël: 987007258938305171
- Nederlandse Thesaurus van Auteursnamen: 068391145
- Système universitaire de documentation: 084022191
- Virtual International Authority File: 237730781
- WorldCat: E39PBJqqtTD7wPXMjD4QYmFYfq